# Chotynin
Chotynin – wieś w Polsce położona w województwie łódzkim, w powiecie wieruszowskim, w gminie Bolesławiec.

## Historia
Miejscowość historycznie należy do ziemi wieluńskiej i związana była z Wielkopolską. Ma metrykę średniowieczną i istnieje co najmniej od XIII wieku. Wymieniona w dokumentach zapisanych w 1212-1213 jako "Chotynino", "Chotinino", "Kotinyn", "Chotenin" .
Według średniowiecznego dokumentu z 1211 książę wielkopolski Władysław Odonic zamienił Chotynin wraz z kilku innymi wsiami na Staw z synami Wawrzyńca: Dobrogostem i Cieszętą. W 1268 Bolesław Pobożny zamienił z Piotrem, synem Cieszęty, Chotynin na Kokanin i Rębielice, dając im takie wolności, jakie Piotr posiadał w swej dawnej wsi, tj. prawo do prowadzenia karczmy, piekarni oraz jatki rzeźniczej. W 1403 odnotowano w miejscowości młyn zbożowy. W 1403 bractwo ubogich z Bolesławca posiadało we wsi 3 kmieci gospodarujących na 3 półłankach. Kolejny dokument z 1498 odnotowuje również, że Bernard zastawił za 10 florenów swoje dobra w Chotyninie wraz z czynszem z ról mieszczańskich swojemu stryjowi Mikołajowi Dobirskiemu z powiatu kluczborskiego .
W 1511 miejscowość leżała w powiecie wieluńskim; w 1520 należała do parafii Bolesławiec; w 1564 do starostwa bolesławickiego. Została odnotowana w historycznych dokumentach podatkowych. Wymienia ją np. Liber beneficiorum archidiecezji gnieźnieńskiej spisana przez Jana Łaskiego w XVI wieku. W 1511 pięciu kmieci ze wsi oddawało arcybiskupowi dziesięcinę w wiardunku. Mieszczanie, którzy uprawiali role opustoszałe płacili podatki od 8 łanów. Natomiast dziesięcinę z pustek sprzedano za 1 grzywnę. W 1552 we wsi mieszkało 8 kmieci królewskich, 2. kmieci w części Chotyńskich, a 12. mieszczan bolesławieckich uprawiało we wsi rolę. W 1553 król polski miał w miejscowości 3. łany .
Po rozbiorach Polski wieś znalazła się w zaborze rosyjskim. Miejscowość dwukrotnie wymienia XIX wieczny Słownik geograficzny Królestwa Polskiego jako wieś leżącą w powiecie wieluńskim, gminie i parafii Bolesławiec. W 1827 w miejscowości naliczono 35. budynków oraz 296. mieszkańców. W 1880 natomiast 55. domów zamieszkanych przez 450. mieszkańców.
Do 1948 roku miejscowość była siedzibą gminy Chotynin. W latach 1975–1998 miejscowość należała administracyjnie do województwa kaliskiego.

## Zabytki
Według rejestru zabytków Narodowego Instytutu Dziedzictwa na listę zabytków wpisany jest obiekt:
- kościół pw. św. Małgorzaty, drewniany, 1781, nr rej.: 979 z 30.12.1967

## Uwaga
Ten sam zabytek przypisany jest dla miejscowości Piaski, gdzie figuruje jako kaplica cmentarna pw. św. Małgorzaty, nr rej.: 1129 z 12.08.1972 